# TDRS-8
O TDRS-8, também conhecido por TDRS-H, é um satélite de comunicação geoestacionário estadunidense construído pela Boeing. Ele está localizado na posição orbital de 271 graus de longitude oeste e é operado pela NASA. O satélite foi baseado na plataforma BSS-601 e tinha uma expectativa de vida útil estimada de 11 anos.

## Lançamento
O satélite foi lançado com sucesso ao espaço no dia 30 de junho de 2000, às 12:56 UTC, por meio de veículo Atlas IIA a partir da Estação da Força Aérea de Cabo Canaveral, na Flórida, EUA. Ele tinha uma massa de lançamento de 3192 kg.